# Lego Batman 3 : Au-delà de Gotham
Pour les articles homonymes, voir Lego Batman.
 (décembre 2015).
Si vous disposez d'ouvrages ou d'articles de référence ou si vous connaissez des sites web de qualité traitant du thème abordé ici, merci de compléter l'article en donnant les références utiles à sa vérifiabilité et en les liant à la section « Notes et références ».
Lego Batman 3 : Au-delà de Gotham est un jeu vidéo d'action/plates-formes développé par Traveller's Tales et édité par WB Games. Ce jeu est la suite de Lego Batman : Le Jeu vidéo et de Lego Batman 2: DC Super Heroes. Comme son prédécesseur, le jeu présente des environnements en semi monde ouvert. 
Le justicier masqué s'allie aux super héros et va dans l'espace pour empêcher le diabolique Brainiac de détruire la Terre. À l'aide des anneaux des lanternes, Brainiac rétrécit les mondes pour les ajouter à sa collection tordue de ville miniatures. Les plus grands super héros et les plus fourbes villains doivent désormais s'allier et se rendre dans différentes planètes de lanterne pour collecter les batteries de pouvoirs et arrêter Brainiac avant qu'il ne soit trop tard.
Lego Batman 3 : Au-delà de Gotham est sorti à l'internationale le 11 Novembre 2014 sur Windows, Mac OS, PlayStation 3, PlayStation 4, Wii U, Xbox 360, Xbox One, Nintendo 3DS, PlayStation Vita. Une version pour téléphone portable excluant la numérotation du titre est sortie pour IOS en Juin 2015 et pour Android en Aout 2015.

## Système de jeu
Le cœur du système de jeu est très similaire aux deux opus précédents. Les joueurs contrôlent une grande variété de personnages en vue à la troisième personne afin de combattre des ennemis, résoudre des énigmes, et collecter des pièces Lego, la principales monnaie du jeu.  La plupart des personnages possèdent des capacités partagées par d'autres, permettant de résoudre divers type d'énigmes (Exemple : Superman peut voler, éteindre les feux avec son souffle glacé, et détruire les éléments Lego dorés avec sa vision thermique). Certains personnages peuvent changer de costumes afin de changer leurs capacités. Le jeu possède un mode multijoueur en coopération jusqu'à deux joueurs. 
Ce jeu inclut plus de personnages que le précédent (147 par défaut, 67 de plus en DLC). La roue des personnages est aussi intégrée. Cependant, la ville qui pouvait être explorée dans l'opus précédent est absente de celui-ci, ce qui fait encadrer les critiques négatives de la part des fans de Lego. La ville de Gotham, monde ouvert du second opus est ici remplacée par 11 mondes ouverts plus petits : Les 7 planètes des Lanterns, le Hall De Justice, La base lunaire, La Tour De Guet, et la Batcave. 
En mode « histoire », les personnages tels que Batman et Superman sont obtenus gratuitement, mais en mode « libre », les personnages récoltés dans les missions secondaires ou dans des niveaux, doivent être acheté avec des pièces, comme Black Hand ou Supergirl.
Le jeu contient 147 personnages, et 67 personnages de dlc, pour un total de 214 personnages. Parmi les personnages déblocables, de vraies personnes importantes de l'histoire de DC Comics sont jouables : Kevin Smith, Geoff Johns, Jim Lee, et Adam West. L'animateur américain Conan O'Brien fait également une apparition en tant que personnage non jouable. Enfin, le personnage de Daffy Duck est présent dans son costume de Green Loontern.

## Contenu Téléchargeable
Le jeu possède 9 contenus téléchargeable (DLC) contenant des niveaux et/ou des personnages supplémentaires.
- "Man Of Steel" est sortie en même temps que le jeu et inclut un niveau et des personnages basés sur le film du même nom sorti en 2013.
- "The Dark Knight" est sorti en même temps que le jeu et inclut un niveau et des personnages basés sur la trilogie Dark Knight de Christopher Nolan.
- "Batman 75th Anniversary" est sorti en même temps que le jeu et inclut un niveau dans lequel Joker et Harley Quinn viennent gâcher la fête d'anniversaire de la création de Batman ainsi que de nombreuses versions de Batman à travers les années.
- "Batman of the Future" est sorti le 17 décembre 2014 et inclut des personnages basées sur la série animée Batman, la relève.
- "Arrow" est sorti le 14 Janvier 2015 et inclut un niveau et des personnages basés sur la série télévisée Arrow.
- "Rainbow Batman" est sorti gratuitement le 20 Janvier 2015 et n'inclut que deux personnages, Batman Arc-En-Ciel et le méchant Rainbow Raider.
- "Bizarro" est sorti le 18 Février 2015 et inclut un niveau et des personnages basés sur le film Lego DC Comics Super Heroes : La Ligue des justiciers contre la Ligue des Bizarro.
- "The Squad" est sorti le 3 Mars 2015 et inclut un niveau et des personnages basés sur l'équipe Suicide Squad.
- "Heroines and Villainess" est sorti gratuitement le 1 Avril 2015 inclut divers personnages féminins de l'univers DC Comics.

## Musique
Comme précédemment, la bande originale du jeu reprend celle du film Batman, composée par Danny Elfman, tout en se complétant par des compositions originales de Rob Westwood (qui avait déjà signé la musique du jeu Lego Marvel Super Heroes). Le célèbre thème du film Superman, composé par John Williams, est également présent, de même que celui de la série télévisée Wonder Woman.
À noter que les DLC inspirés des films Man of Steel et The Dark Knight, et de la série Arrow, sont habillés de leurs musiques respectives.

## Critiques
Le jeu a rencontré des avis mitigés à sa sortie, recevant notamment des critiques sur des problèmes techniques, une intelligence artificielle médiocre, des mécaniques de gameplay conflictuelles, des caméos de célébrités décevants, ainsi que des mondes ouverts bien inférieurs à ceux de l'opus précédent. Le jeu est cependant salué pour son humour, ses personnages et la richesse de son contenu.

## Doublage VF

### Personnages principaux
- Emmanuel Bonami : Batman
- Donald Reignoux : Robin
- Martial Le Minoux : Superman, Joker
- Raphaëlle Valenti : Wonder Woman, Harley Quinn, Giganta
- Charles Pestel : Flash
- Damien Hartmann : Cyborg
- Éric Peter : Martian Manhunter, Mister Mxyzptik
- Sylvain Lemarié : Killer Croc, Atrocitus
- Cyrille Monge : Plastic Man, Larfleeze
- Marie Nommenmacher : Cheetah, Indigo

### Jeu libre
- Patrick Mancini : Adam West, Green Loontern
- Thierry Kazazian : Aquaman, Nightwing, Le Pingouin
- Céline Melloul : Batgirl, Bleez
- Gilbert Lévy : Bat-Mite, Booster Gold
- Jérôme Keen : Gorilla Grodd, Hawkman
- Francine Baudelot : Catwoman, Poison Ivy